# Primeiro Comando de Vitória
O Primeiro Comando de Vitória (PCV) tem sede no Bairro da Penha, que fica na região conhecida como território do bem, e surgiu em 2010, em um modelo parecido com o Primeiro Comando da Capital (PCC), mas hoje é afiliado ao Comando Vermelho (CV).
Análises do Centro de Inteligência e Análise Telemática da Polícia Civil (Ciat) identificaram que esse grupo criminoso se articulou com o passar dos anos, mesmo com o trabalho policial de combate ao tráfico de drogas na região. 
Entre as principais áreas de atuação da organização, estão os bairros Itararé, Bonfim, Penha e São Benedito. As investigações apontam que há, ainda, ramificação por diversos municípios da Grande Vitória e do Norte do Estado

## História
A facção foi criada por Carlos Alberto Furtado (Nego Beto) quando foi para um sistema penitenciário federal, com membros do Primeiro Comando da Capital (PCC), de São Paulo. Foi formado o Estatuto do Primeiro Comando de Vitória datado de 2010 com 10 artigos e, atualmente, tem 33 artigos. O Estatuto do PCV é muito parecido com o da facção paulista. Depois, viraram aliados do Comando Vermelho (CV), no Rio de Janeiro.

## Núcleo de Comando Central
- Carlos Alberto Furtado, vulgo Nego Beto
- João de Andrade, vulgo Joãozinho da 12
- Itamar Martins Falcão
- Cleuton Gomes Pereira, vulgo Frajola
- Gleydson Luiz de Oliveira, vulgo Gleycinho

## Estrutura do Primeiro Comando de Vitória
- Comando Central: fica dentro do presídio e avalia as principais determinações da organização. Cada membro tem um voto e juntos decidem a abertura de guerras contra os bairros;
- Lideranças: cada morro tem uma liderança. A Polícia Civil explica que a ideia é ter um líder local do próprio bairro, em uma espécie de “franquias”. Os membros não pegam em armas, só dão determinações;
- Gerentes: existem gerentes por localidade, por tipo de droga e por quantidade de material ilícito vendido. Eles gerenciam o tráfico nos bairros;
- Contenção: conhecidos como “faixa preta”, pegam em armas, cometem os homicídios e têm que defender o bairro;
- Vapores e visão: os “vapores” são os que efetivamente vendem as drogas e acabam ficando mais expostos às operações policiais, já os do “visão”, são a parte mais baixa da pirâmide do crime, ficam com radiocomunicadores, fazem os foguetórios e não estão dentro da divisão dos recursos, recebendo R$ 120 por uma jornada de 12.[3]